# きみはペット
『きみはペット』（英: Tramps Like Us）は、小川彌生による日本の漫画作品。講談社の漫画雑誌『Kiss Carnival』2000年6月号に『PET』という題名で読み切りとして初掲載された後、同年10月号から12号まで短期連載。その後、現在の題名で『Kiss』にて2000年から2005年まで連載された。2016年5月時点で累計発行部数は420万部を記録している。

## あらすじ
巷談新聞社に勤める巌谷澄麗（スミレ）は、モデルの様な容姿と明晰な頭脳を持つ才色兼備のキャリアウーマンだが、本当は繊細で恋愛に不器用。失恋と左遷でストレスを抱えていたある日、スミレは家の前に転がっていたダンボールに捨てられた青年・合田武志を見つける。かつて飼っていたペットに似ている彼を見て、スミレはペットとして暮らす事を提案すると、意外にもすんなり受け入れられた。そんな2人の奇妙な同居生活を描いた異色ラブコメ。

## 登場人物

### 主要人物
巌谷 澄麗（いわや すみれ）
本作の主人公。身長170cm。物語開始時、27歳。東京大学卒。ハーバード大学に留学・卒業後、巷談新聞社に入社。エリート路線である外報部に所属したが、失恋の痛手、セクハラをした部長の差し歯を折って生活情報部に左遷される。そんな中、武志(モモ)を拾いペットとして面倒を見ることに。作中では、ほぼ片仮名で「スミレ」と表記される。会社では、クールビューティーで仕事の出来るキャリアウーマンと評判だが、本当は恋愛に不器用で繊細な性格。
祖父が空手・柔道・古武術をアレンジした巌谷武闘塾を開いており、スミレも半端ではない強さを誇る。三人姉妹の次女だが、姉・紫乃芙(しのぶ)、妹・紅音(あかね)も強さでは引けを取らない。カツアゲされている同僚の為、屈強な男性3人を一瞬で倒すなど、エピソードに事欠かない。ケンカキックは首を痛める前の蝶野正洋並み。ペットとして面倒を見ているモモにも度々プロレス技を掛けており、虐待が疑われている。ちなみに、猫アレルギー。
服のセンスが評判だが、基本的なコーディネートを考えているのは小学校来の親友・ユリのようである。実は、大学の途中まで地味・ダサイ・眼鏡の三拍子で男にモテなかったが、ユリの猛特訓と自身の容姿の良さから、クールビューティな女性へと生まれ変わった。
喫煙者で、1日1箱は軽く煙草を吸っており、予想以上に身体がニコチンに侵されている。また、酒を飲んでハメを外す場面も度々見受けられる。
料理が得意だが、これは前の恋人と付き合っていた際、「仕事ばかりで家のことをやらないと思われたくない」との思いからの努力の賜物である。従って、スミレの料理は茶碗蒸しやえびフライなど、教科書を見て作った様なものが多い。
合田 武志（ごうだ たけし）/モモ
赤茶の巻毛の美青年。物語開始時、20歳。幼少期より、母や姉の影響を受けてクラシックバレエを習う。4人の姉を持つ、5人姉弟の末子。女系家族に生まれた為、女性の扱いに慣れており、スミレを癒す存在となる。ストレスによる神経症の持病があり、最初の留学時にペアを組んだバレエダンサーを再起不能にしてしまう。失意の中、日本に帰国した際、トラブルに遭い、ダンボールに捨てられた所をスミレに拾われペットになる。尚、モモという名前は、スミレが昔飼っていたペットに似ていたから。
本名のルビは『ドラえもん』のジャイアン（剛田武）と同じ「ごうだ たけし」。スミレが付き合っている蓮實に、本名を告げる時に判明。スミレはモモを滅多に本名で呼ばない。15歳でローザンヌ国際バレエコンクールに好成績を残し新聞に載っており、踊りの世界では有名。クラシックに限界を感じ、現在はモダンに転向しつつある。代役でアメリカ公演で踊ったり、ベルギーの留学には文化庁の制度を利用。巷談新聞の芸術欄担当の同僚は、モモの情報を入手したがっている。好物は銀杏がたくさん入った茶碗蒸しで、豆が嫌い。
蓮實 滋人（はすみ しげひと）
身長183cm、東京大学卒。スミレが入部していたフェンシング部の先輩。巷談新聞入社後、外報部所属。香港支局へ配属されるエリート。スミレ曰く「外報部には例外的なイケメン」で高身長、高学歴、高収入という絵に書いたような3高。格闘技も強く、非の打ち所がない。弟が1人いる。
東大在学中に付き合った恋人と結婚する予定だったが、スミレと強引に一夜を過ごし、破局。就職後、香港支局での恋も実らず、帰国したその足でスミレに会い告白。天然ボケな上に、視界の狭さから来る強引さで恋愛には積極的。関心のない女性には見向きもしない一途さもあるが、非常にモテるので困っていないという向きもある。
高校時代はボクシング部に所属していたことから、3名程度のチンピラ相手には負けないケンカ強さを発揮しており、天然ボケな点も含めて、スミレとほぼ同格と思われていた。しかし、スミレにあっさりと裏拳をかまされて負傷。スミレ最強伝説が誕生した。
読者の人気もモモではなく、蓮實に集まり、担当編集者も蓮實寄りを宣言していた。しかし、蓮實は福島を含めて4名にプロポーズをしていた計算になり、実は不毛な恋愛生活であった。
東大にはハスミシゲヒコ(蓮實重彦)という教授がかつて実在し(総長も務めた)、12巻でそれを聞いたスミレが階段から転げ落ちている。
白妙 ユリ（しろたえ ユリ）
スミレの幼馴染。パイロットの夫と娘の3人暮らし。現在は少々肥満体質だが、学生時代は誰もが認める美少女であり、様々な男と付き合っていた。陰では姑のことを大魔神と呼んでいる。最終的な家族構成は夫・信一と娘のラン、アヤメの4人。
福島 紫織（ふくしま しおり）
23歳。中学卒業後、上京し働きながら高校に通う。弟2人に仕送りをしながら、歯科専門学校を卒業し、歯科衛生士の資格を取得。父を見返す結婚をするために、蓮實に近付く。
巨乳がウリで、次々に金持ちの男性に近付く。極端に女を武器にしているが、再度、香港支局に配属された蓮實のため、短期間で英会話の技術を取得するなど超人的な能力を発揮。ストーカー行為も度を越しており、怪しげな薬を使って蓮實を陥れる。
香港居住中に父親が死去。復讐する目的を失い、蓮實との将来も見えないまま、売春婦のような生活をしていたせいもあり、あっという間に薬漬けとなり入院。退院と同時に姿を消す。
1つの鍋で作る料理が得意。澄麗と違い、教科書を見て作った様な料理は苦手。
スミレとは両極端に位置するキャラクター。母親が無責任に家出し、弟2人の面倒を売春までしながら見ていた苦労人。
澁澤 ルミ（しぶさわ るみ）
合田武志の元彼女。医者の娘で、将来有望なバレエダンサー。合田武志に未練があるため、巌谷澄麗との間に横やりを入れたりするが、次第巌谷と打ち解けていく。
エマ・オーウェン（えまおーうぇん）
巷談社新聞に勤務する女性契約スタッフ。赤毛でそばかす。巌谷澄麗に冷たく当たっていたが、次第に打ち解けていく。同僚のヒュー・オズワルドに密かに思いを寄せる。
ヒュー・オズワルド（ひゅーおずわるど）
巷談新聞社に勤務する男性契約スタッフ。日本語は苦手だが、女性をくどくのは得意。巌谷澄麗にもちょっかいをかけようとしていた。
吉田さん（よしださん）
巷談新聞社印刷部に勤務する男性社員。巌谷澄麗の元彼氏で、5年付き合ったが、彼女への劣等感から浮気をし、破局してしまう。
瓜山さん（うりやまさん）
巷談新聞社生活情報部に勤務する男性スタッフ。濃いヒゲとメガネが特徴的で、巌谷澄麗に一目置きつつ、困ったときは頼ってほしいと思うやさしい一面もある。
倉木さん（くらきさん）
巷談新聞社生活情報部に勤務する女性スタッフ。巌谷澄麗への妬みがあからさまに出ており、社内でも堂々と嫌味を言ったりしては、男性社員からかばってもらったりしている。
嶋中 瞳（しまなか ひとみ）
巷談新聞社に勤務する女性スタッフ。生活部に勤務していたが、生活情報部へ異動。巌谷2世とも言われていたほど仕事に自信があり、巌谷澄麗にも対抗意識を燃やす。
海野さん（うみのさん）
UMINO MODERN STUDIOを経営するダンスの指導者。合田武志にもダンスを教え、将来のことも心配してくれる面倒見の良い指導者。

## 書誌情報

### 単行本
- 小川彌生 『きみはペット』 講談社〈講談社コミックス〉、全14巻
  1. 2000年12月13日発売、ISBN 4-06-325918-8
  2. 2001年6月13日発売、ISBN 4-06-325939-0
  3. 2001年11月13日発売、ISBN 4-06-325960-9
  4. 2002年4月12日発売、ISBN 4-06-325978-1
  5. 2002年8月9日発売、ISBN 4-06-325997-8
  6. 2002年12月13日発売、ISBN 4-06-340409-9
  7. 2003年4月11日発売、ISBN 4-06-340426-9
  8. 2003年9月12日発売、ISBN 4-06-340446-3
  9. 2004年2月13日発売、ISBN 4-06-340471-4
  10. 2004年7月13日発売、ISBN 4-06-340493-5
  11. 2004年11月12日発売、ISBN 4-06-340514-1
  12. 2005年3月11日発売、ISBN 4-06-340533-8
  13. 2005年9月13日発売、ISBN 4-06-340559-1
  14. 2005年12月13日発売、ISBN 4-06-340571-0
- 小川 彌生『きみはペット』the best、講談社〈ワイドKC〉、2002年10月9日発売、ISBN 4-06-337506-4
- 単行本は数か国語にそれぞれ翻訳されており、TOKYOPOPから英語・ドイツ語版、クロカワからフランス語版、スターコミックからイタリア語版が発売されている。

## テレビドラマ（日本版・2003年）
『きみはペット』の題名で、TBS系列の「TBS水曜10時」枠で2003年4月16日から6月18日まで、毎週水曜日22:00 - 22:54に放送されたテレビドラマである。初回は15分拡大の22:00 - 23:09まで放送された。
2003年9月26日に2003年版のDVD-BOXが発売、2013年2月22日に2003年版のBlu-rayが発売された。
石原さとみは本作でテレビドラマ初出演・連続ドラマ初出演を果たしている。

### キャスト
人物詳細は原作部分を参照。本項目では簡単な続柄を記載。

### 主要人物
巌谷スミレ〈28〉
演 - 小雪
東都新聞社生活情報部勤務
合田武志〈20〉
演 - 松本潤
赤茶の巻毛の美青年。
蓮實滋人〈33〉
演 - 田辺誠一
巌谷スミレと同じ東京大学卒、外報部。
白妙ユリ〈28〉
演 - 鈴木紗理奈
巌谷スミレの幼馴染。
福島紫織〈23〉
演 - 酒井若菜
生活情報部・派遣OL。
堀部順平〈20〉
演 - 瑛太
合田武志と澁澤ルミの仲間。
倉木真弓〈21〉
演 - 上原美佐
外報部・派遣OL。
澁澤ルミ〈17〉
演 - 石原さとみ
合田武志の元彼女、医者の娘。
吉田勇治〈30〉
演 - 長野博
巌谷スミレの元彼、印刷部勤務。

### ドラマオリジナルキャスト
脇坂賢介〈32〉
演 - 山咲トオル
ダンススクール先生。
栗本春香〈21〉
演 - 乙葉
東都新聞社カフェのウエイトレス→浅野の秘書。
大石みのり〈50〉
演 - 山下真司
巌谷スミレのマンションの管理人さん。
清水栄吉〈35〉
演 - 渡辺いっけい
合田武志の身辺を調べている謎の多い男だが、実はお目付け役。
星野茂〈42〉
演 - 光石研
生活情報部部長。
瓜山信行〈32〉
演 - マギー
生活情報部。
石田裕太〈26〉
演 - 佐藤隆太
生活情報部。
浅野哲史〈50〉
演 - 長塚京三
東都新聞社のカウンセラー。
合田好恵
演 - 夏木マリ
合田武志の母親。

### その他
本人役
演 - 橋本真也
白妙信一
演 - 寺脇康文 ＜特別出演＞
ヨウコ
演 - 矢嶋里紗 （第1話・第5話）

### スタッフ
制作
- 原作：小川彌生
- 脚本：大森美香
- プロデューサー：鈴木早苗、濱田明子
- 演出：金子文紀、加藤新、高成麻畝子、大森美香
- 編成：那須田淳、渡辺信也
- 宣伝：青山仁美
- 音楽：bice
- 制作：TBSエンタテインメント
- 選曲：御園雅也
- 音響：田久保貴昭、杉田毅

### 主題歌
- 主題歌：V6「Darling」（avex trax）

### 放送日程
| 各話                                                                                             | 放送日        | サブタイトル       | 演出       | 関東視聴率 | 関西視聴率 |
| ------------------------------------------------------------------------------------------------ | ------------- | ------------------ | ---------- | ---------- | ---------- |
| STORY1                                                                                           | 2003年4月16日 | 美少年の飼い方     | 金子文紀   | 11.6%      | 14.9%      |
| STORY2                                                                                           | 2003年4月23日 | ペットの効能       | 金子文紀   | 11.5%      | 13.0%      |
| STORY3                                                                                           | 2003年4月30日 | 彼氏VSペット（♂）  | 加藤新     | 10.8%      | 14.1%      |
| STORY4                                                                                           | 2003年5月07日 | 恋愛感染症         | 加藤新     | 13.0%      | 14.0%      |
| STORY5                                                                                           | 2003年5月14日 | しつけてあげる     | 金子文紀   | 10.3%      | 10.4%      |
| STORY6                                                                                           | 2003年5月21日 | 飼い犬に噛まれた夜 | 金子文紀   | 11.9%      | 14.9%      |
| STORY7                                                                                           | 2003年5月28日 | おうちへかえろう   | 加藤新     | 11.2%      | 11.6%      |
| STORY8                                                                                           | 2003年6月04日 | モラトリアムの終焉 | 高成麻畝子 | 12.7%      | 14.5%      |
| STORY9                                                                                           | 2003年6月11日 | 最後の夜に         | 大森美香   | 13.1%      | 16.7%      |
| STORY10                                                                                          | 2003年6月18日 | 楽園からの旅立ち   | 加藤新     | 12.9%      | 14.9%      |
| 平均視聴率 11.9%（関東）・13.9%（関西） （視聴率はビデオリサーチ調べ、関東地区・関西地区・世帯） |               |                    |            |            |            |

- STORY7とSTORY8は『野球中継』が30分延長の為、22:30 - 23:24に放送。

| TBS系列 水曜10時枠の連続ドラマ          | TBS系列 水曜10時枠の連続ドラマ         | TBS系列 水曜10時枠の連続ドラマ         |
| 前番組                                  | 番組名                                 | 次番組                                 |
| --------------------------------------- | -------------------------------------- | -------------------------------------- |
| 刑事☆イチロー （2003.1.15 - 2003.3.12） | きみはペット （2003.4.16 - 2003.6.18） | ひと夏のパパへ （2003.7.2 - 2003.9.3） |

### 関連商品

#### 2003年
DVD/Blu-ray
- きみはペット DVD-BOX 2003

（2003年9月26日発売、ビクターエンタテインメント）
- きみはペット Blu-ray BOX 2003

（2013年2月22日発売、ビクターエンタテインメント）
サウンドトラック
TBS系TV「きみはペット」オリジナル･サウンドトラック
- AVCD-17315 きみはペット サウンドトラック 2003

（2003年06月04日発売、avex trax）
| #   | タイトル                                            | 作詞 | 作曲・編曲 |
| --- | --------------------------------------------------- | ---- | ---------- |
| 1.  | 「Like Someone In Love <main Theme>」               |      |            |
| 2.  | 「Dream Kitchen」                                   |      |            |
| 3.  | 「My Soup Has Gotten Cold」                         |      |            |
| 4.  | 「Unchained Monologue」                             |      |            |
| 5.  | 「The Nude Contract」                               |      |            |
| 6.  | 「Who Is Momo?」                                    |      |            |
| 7.  | 「Like Someone In Love ~gentle Version~」           |      |            |
| 8.  | 「Moody Ark」                                       |      |            |
| 9.  | 「Long Nights Gone」                                |      |            |
| 10. | 「Sunset」                                          |      |            |
| 11. | 「The Girl Rides Again」                            |      |            |
| 12. | 「A Sloppy Life」                                   |      |            |
| 13. | 「Unchained Monologue ~love Affair Version~」       |      |            |
| 14. | 「Absence Of Mind」                                 |      |            |
| 15. | 「Eden」                                            |      |            |
| 16. | 「Like Someone In Love ~ドキッ・ドキドキ Version~」 |      |            |
| 17. | 「What Is A Charm?」                                |      |            |
| 18. | 「Feeling Lazy」                                    |      |            |
| 19. | 「Unchained Monologue ~2人なのにロンリー Version~」 |      |            |
| 20. | 「Long Nights Gone ~front Door Version~」           |      |            |
| 21. | 「Come To An End」                                  |      |            |

### 受賞歴
- 2004年
  - 第28回エランドール賞
    - 新人賞（小雪）（『きみはペット』）[2]

## テレビドラマ（日本版・2017年）
『きみはペット』の同名タイトルで、2017年2月から6月までフジテレビの地上波深夜枠で放送された。全16話。
前作とは異なる放送局のフジテレビ系列でリメイクされた。

### キャスト
- 巌谷スミレ：入山法子 [5][6] （少女時代：安藤美優）[7]
- 合田武志（モモ）：志尊淳 [5][6]
- 蓮實滋人：竹財輝之助 [5][6]
- 白妙ユリ：野呂佳代 [5][6]
- 福島紫織：柳ゆり菜 [5][6]
- 澁澤ルミ：志田友美 [5][6]
- 吉田浩一：岡部尚[7]
- 海野渉：生島翔[7]
- 白妙ラン : 苑美[7]
- 伊丹友和：岡部たかし[7]
- 瓜山一雄：吉田ウーロン太[7]
- 石田隆太：柾木玲弥[7]
- 山口有沙：木下美咲[7]
- 倉木さやか：岡村いずみ[7]
- 本田友成：栩原楽人
- 嶋中瞳：玄理
- 饗庭紫乃芙：竹厚綾
- 伊集院隼人：川久保拓司（第2・8・10・11話）
- 梅宮万紗子（第7話ゲスト）[8]
- 太田緑ロランス（第11話ゲスト）

### スタッフ
- 脚本：古賀文恵 [4] 新井友香
- 演出：熊坂出 [4]　御法川修　伊野部陽平
- 音楽 - YOSHIZUMI
- オープニングテーマ : 夢みるアドレセンス「Rainbow Rain」[9]
- エンディングテーマ：加治ひとみ「ラブソング」
- 挿入歌：Def Will「Winding Road」
- 技術協力 - ビデオスタッフ、IMAGICA
- 美術協力 - BEENS
- 音響効果 - メディアハウスサウンドデザイン
- アシスタントプロデューサー：岡村祥子 [4]
- プロデューサー：岡本真由子　櫻井由紀　代情明彦 [4]
- アソシエイトプロデューサー：泊伸弘　根本裕美　北詰裕亮　折橋洋一
- 製作者：大辻健一郎　香月淑晴　村田嘉邦　中江康人 [4]　吉羽治
- 制作プロダクション：AOI Pro.
- 製作：フジテレビジョン　エスピーオー　博報堂DYミュージック＆ピクチャーズ　AOI Pro.　講談社

### 放送日程
| 各話   | 配信開始日     | 放送日         | サブタイトル             | 演出       |
| ------ | -------------- | -------------- | ------------------------ | ---------- |
| 第1話  | 2017年02月05日 | 2017年02月06日 | 美少年の飼い方           | 熊坂出     |
| 第2話  | 02月05日       | 02月13日       | ペットの効能             | 熊坂出     |
| 第3話  | 02月12日       | 02月20日       | 初めての男vsペット       | 熊坂出     |
| 第4話  | 02月12日       | 02月27日       | 誕生日の過ごし方         | 熊坂出     |
| 第5話  | 02月19日       | 03月13日       | 離れていても想ってます   | 御法川修   |
| 第6話  | 02月19日       | 03月27日       | 正しい甘え方             | 御法川修   |
| 第7話  | 02月26日       | 04月03日       | うちへ帰ろう             | 御法川修   |
| 第8話  | 02月26日       | 04月10日       | かけがえのない存在       | 御法川修   |
| 第9話  | 03月05日       | 05月01日       | ありのままの君を愛してる | 伊野部陽平 |
| 第10話 | 03月05日       | 05月08日       | 飼い主失格!?             | 御法川修   |
| 第11話 | 03月12日       | 05月15日       | Fight!                   | 御法川修   |
| 第12話 | 03月12日       | 05月22日       | 彼の居ぬ間に...          | 伊野部陽平 |
| 第13話 | 03月19日       | 05月29日       | スイッチ...ON            | 熊坂出     |
| 第14話 | 03月19日       | 06月05日       | バイバイ、モモ...        | 熊坂出     |
| 第15話 | 03月26日       | 06月12日       | 甘い夢から覚めて...      | 熊坂出     |
| 最終話 | 03月26日       | 06月19日       | 雨の日の約束             | 熊坂出     |

### 関連商品

#### 2017年
DVD/Blu-ray
- きみはペット<完全版> DVD-BOX1

（2017年2月17日発売、エスピーオー）
- きみはペット<完全版> DVD-BOX2

（2017年3月17日発売、エスピーオー）
- きみはペット<完全版> Blu-ray BOX1

（2017年2月17日発売、エスピーオー）
- きみはペット<完全版> Blu-ray BOX2

（2017年3月17日発売、エスピーオー）

### 受賞歴
- 2018年
  - 第34回 ATP賞テレビグランプリ
    - テレビドラマ部門 奨励賞[13]

## 映画

### キャスト
- チ・ウニ - キム・ハヌル
- カン・イノ - チャン・グンソク
- チャ・ウソン - リュ・テジュン
- イ・ヨンウン - チョン・ユミ
- チ・ウンス - チェ・ジョンフン